# 国泰君安国际
国泰君安国际，全称国泰君安国际控股有限公司（Guotai Junan International，港交所：1788），是首家通过首次公开发售（IPO）方式于香港联合交易所主板上市的中资证券公司。以香港为业务基地，国泰君安国际提供多样化综合金融服务，致力成为具有国际竞争力和中国特色的优质金融服务机构。公司核心业务包括(i)经纪；(ii)企业融资；(iii)贷款及融资；(iv)资产管理；(v)金融产品；(vi)财富管理。
公司为恒生综合指数、恒生综合小型股 （页面存档备份，存于）指数、富时香港指数及富时香港除H股指数成分股。国泰君安国际已分别获得穆迪投资服务有限公司和标准普尔全球评级授予“Baa2/Prime-2”评级及“BBB+/A-2”评级 。

## 公司大事记
2010年6月国泰君安国际以IPO方式于香港联合交易所主板上市。
2011年3月国泰君安国际入选香港恒生综合指数金融成分股。
2015年国泰君安国际在新加坡设立分支机构，开展证券及资产管理业务。
2016年8月国泰君安国际获得标准普尔首次授予“BBB”长期及“A-2”短期发行人评级，评级展望为稳定。

2016年9月国泰君安国际获穆迪首次授予“Baa2”长期及“Prime-2”短期发行人评级。
2017年6月标准普尔将国泰君安国际信用评级由“BBB”上调至“BBB+”，评级展望稳定，短期发信人信用评级维持“A-2”。

2018年9月国泰君安国际被纳入“恒指高股息低波动指数”。

2018年10月国泰君安国际设立财富管理中心，正式开展财富管理业务。
2019年10月国泰君安国际收购越南投资证券股份公司(IVS), 正式开展越南证券业务，由此成为首家进入越南的中资券商。
2019年11月国泰君安国际正式开启衍生权证（即“窝轮”）及牛熊证等产品业务（统称“轮证”业务）。
2020年2月国泰君安国际获纳入“富时社会责任指数”。
2022年11月国泰君安国际ESG评级获MSCI上调至"BBB"。
2023年5月国泰君安国际旗下国泰君安证券（香港）有限公司成为首批开通“北向互换通”交易权限的境外投资者。
2023年6月国泰君安国际实现首次营运层面碳中和 。
2023年6月国泰君安国际旗下国泰君安证券（香港）有限公司成为“港币 -人民币双柜台模式”下首批合资格双柜台庄家。
2025年6月國泰君安國際獲證監會批准提供虛擬資產交易服務 

## 公司管理团队
执行董事：阎峰博士（主席）、祁海英女士
非执行董事：喻健先生、胡旭鹏博士、虞旭平女士
独立非执行董事： 傅廷美博士、陈家强教授、廖仲敏先生